# Цельніц
Цельніц (нім. Zöllnitz) — громада в Німеччині, розташована в землі Тюрингія. Входить до складу району Заале-Гольцланд. Складова частина об'єднання громад Зюдліхес-Заалеталь.
Площа — 4,2 км2. Населення становить 1034 ос. (станом на 31 грудня 2021).